# Богдан Лалич
Богдан Лалич (хорв. Bogdan Lalić; нар. 8 березня 1964, Загреб) – хорватський шахіст, гросмейстер від 1988 року, у 1999-2005 роках представник Англії.

## Шахова кар'єра
Наприкінці 1980-х років пробилися в число провідних югославських шахістів, а в 1990-ті роках належав до когорти провідних шахістів Хорватії. 1989 року виборов у Хайфі титул командного чемпіона Європи, а в 1990 році виступив у складі другої збірної Югославії на шаховій олімпіаді в Новому Саді. В олімпійських турнірах брав участь ще чотири рази (у 1992-1998 роках за збірну Хорватії, зокрема двічі на 1-й шахівниці), виступив також тричі на командних чемпіонатах Європи (1992 і 1997 у складі Хорватії та 2003 – Англії).
1995 року виборов у Славонському Броді бронзову медаль індивідуального чемпіонату Хорватії. Також багаторазовий учасник фіналу чемпіонату Великої Британії, найкращі результати показавши в Скарборо (2001, поділив 2-8 місце позаду Джозефа Галлахера), а також у Ліверпулі (2008, поділив 3-6-те місце позаду Кіта Аркелла і Стюарта Конквеста).
Досягнув низки успіхів на міжнародних турнірах, перемігши або поділивши 1-ші місця, зокрема, в таких містах, як:
- Сараєво (1988, турнір Босна, разом з Йосипом Дорфманом і Еміром Диздаревичем),
- Берлін (1988, разом із зокрема, Фердінандом Геллерсом, Флоріном Георгіу і Юрієм Балашовим),
- Олот (1992, разом з Ніно Кіровим і Овідіу Фойшором),
- Мейдстон (1994),
- Порт-Ерін (1994),
- Касерес (1995),
- Гастінгс (1995/96, разом зі Стюартом Конквестом і Олександром Халіфманом),
- Стокгольм (2001/02, турнір Кубок Рілтона, разом з Євгеном Аґрестом, Томом Ведбергом і Валерієм Поповим),
- Севілья (2003, разом із, зокрема, Сергієм Тівяковим, Ван Юе, Олександр Рустемовим і Русланом Погорєловим),
- Колсдон – двічі (2006, 2008),
- Мадрид (2006, разом з Томашом Оралом і Девідом Мартіном Мартінесом),
- Ліверпуль (2007, разом з Ехсаном Гаемом Магамі, Олександром Дгебуадзе, Емануелем Бергом, Юрієм Вовком, Деніелом Гормаллі, Х'єтілем Лі і Даніелем Фрідманом),
- Невшатель (2008, разом з Марком Гебденом і Алоїзасом Квейнісом),
- Ніцца (2008, разом із, зокрема, Джозефом Санчесом).

Найвищий рейтинг Ело в кар'єрі мав станом на 1 липня 1997 року, досягнувши 2600 очок ділив тоді 65-75-те місце в світовому рейтинг-листі ФІДЕ, одночасно займаючи 2-ге місце (позаду Зденко Кожула) серед хорватських шахістів).

## Особисте життя
Дружина Богдана Лалича - Сьюзен Лаліч (уроджена Вокер), учасниця двох міжзональних турнірів, дев'ятиразова представниця Англії на шахових олімпіадах і п'ятиразова чемпіонка Великої Британії. З нею в нього є син Пітер (нар. 1994).

## Зміни рейтингу
| На цьому місці має відображатися графік чи діаграма, однак з технічних причин його відображення наразі вимкнено. Будь ласка, не видаляйте код, який викликає це повідомлення. Розробники вже працюють для того, щоби відновити штатне функціонування цього графіка або діаграми. | |
| | На цьому місці має відображатися графік чи діаграма, однак з технічних причин його відображення наразі вимкнено. Будь ласка, не видаляйте код, який викликає це повідомлення. Розробники вже працюють для того, щоби відновити штатне функціонування цього графіка або діаграми. |